# Вятский район
Вятский район — административно-территориальная единица в составе Нижегородского, затем Горьковского края РСФСР, существовавшая в 1929—1934 годах. Административный центр — Вятка (ныне — Киров).
Вятский район был образован в составе Вятского округа Нижегородского края на основании постановление ВЦИК РСФСР от 10 июня 1929 года о разделении Нижегородского края (куда входила и Вятская земля) на округа и районы. Вятский район объединил 42 сельских Совета с населением 86 160 человек.
В 1930 году округа были упразднены и район перешёл в прямое подчинения краю. В 1932 году Нижегородский край был переименован в Горьковский.
7 декабря 1934 года Вятский район, в связи с переименованием города Вятки в Киров, был переименован в Кировский и вошёл в состав образованного Кировского края (с 1936 года — Кировской области).